# Min enastående mamma
Min enastående mamma (originaltitel: L'immensità) är en italiensk dramafilm från 2022. Filmen är regisserad av Emanuele Crialese, som även skrivit manus tillsammans med Francesca Manieri och Vittorio Moroni.
Filmen hade biopremiär i Sverige den 8 september 2023, utgiven av Lucky Dogs.

## Handling
Filmen utspelar sig i 1970-talets Rom och kretsar kring familjen Borghetti som precis flyttat in en ett nybyggt lägenhetshus. Adriana, det äldsta barnet, presenterar sig själv som pojke, vilket påverkar familjerelationen.

## Rollista (i urval)
- Luana Giuliani – Adriana / Adri / Andrea
- Penélope Cruz – Clara
- Vincenzo Amato – Felice
- Maria Chiara Goretti – Diana
- Patrizio Francioni – Gino
- Penelope Nieto Conti – Sara
- India Santella – María
- Mariangela Granelli – doktor
- Alvia Reale